# Karl Schwarzschild

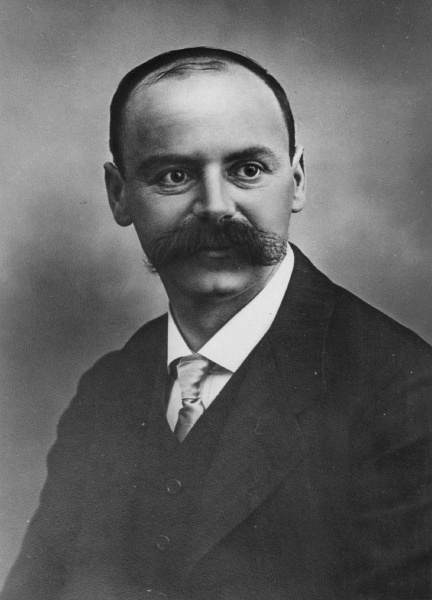
Karl Schwarzschild

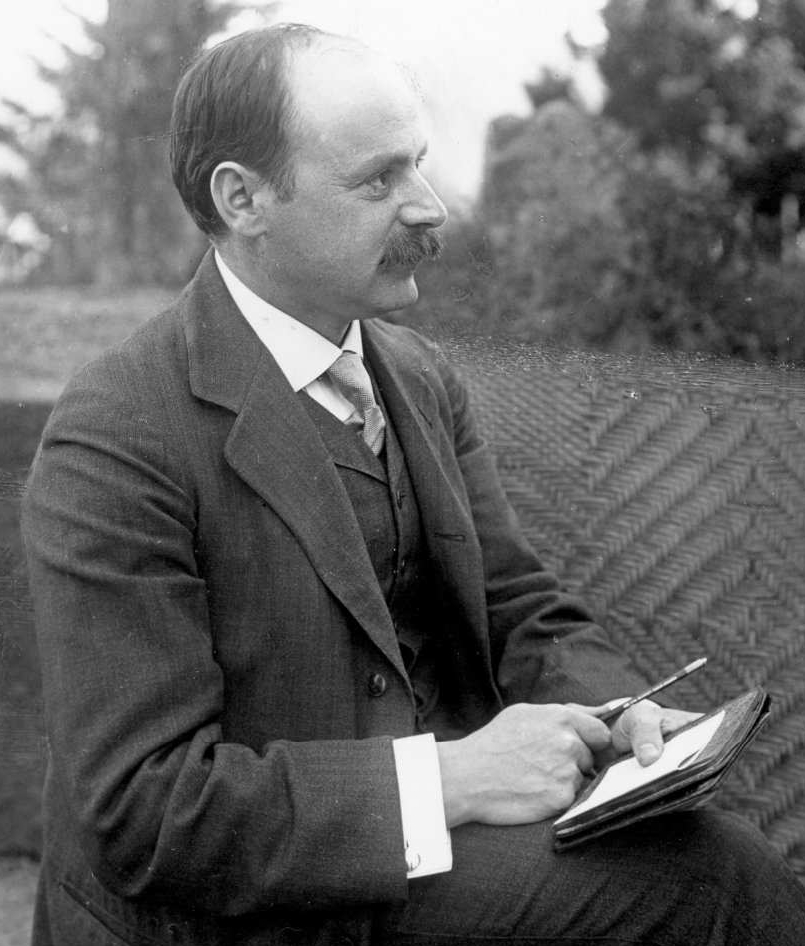
Karl Schwarzschild

Karl Siegmund Schwarzschild (* 9. Oktober 1873 in Frankfurt am Main; † 11. Mai 1916 in Potsdam) war ein deutscher Astronom und Physiker. Er gilt als einer der Wegbereiter der modernen Astrophysik.

## Leben

### Herkunft und Studium

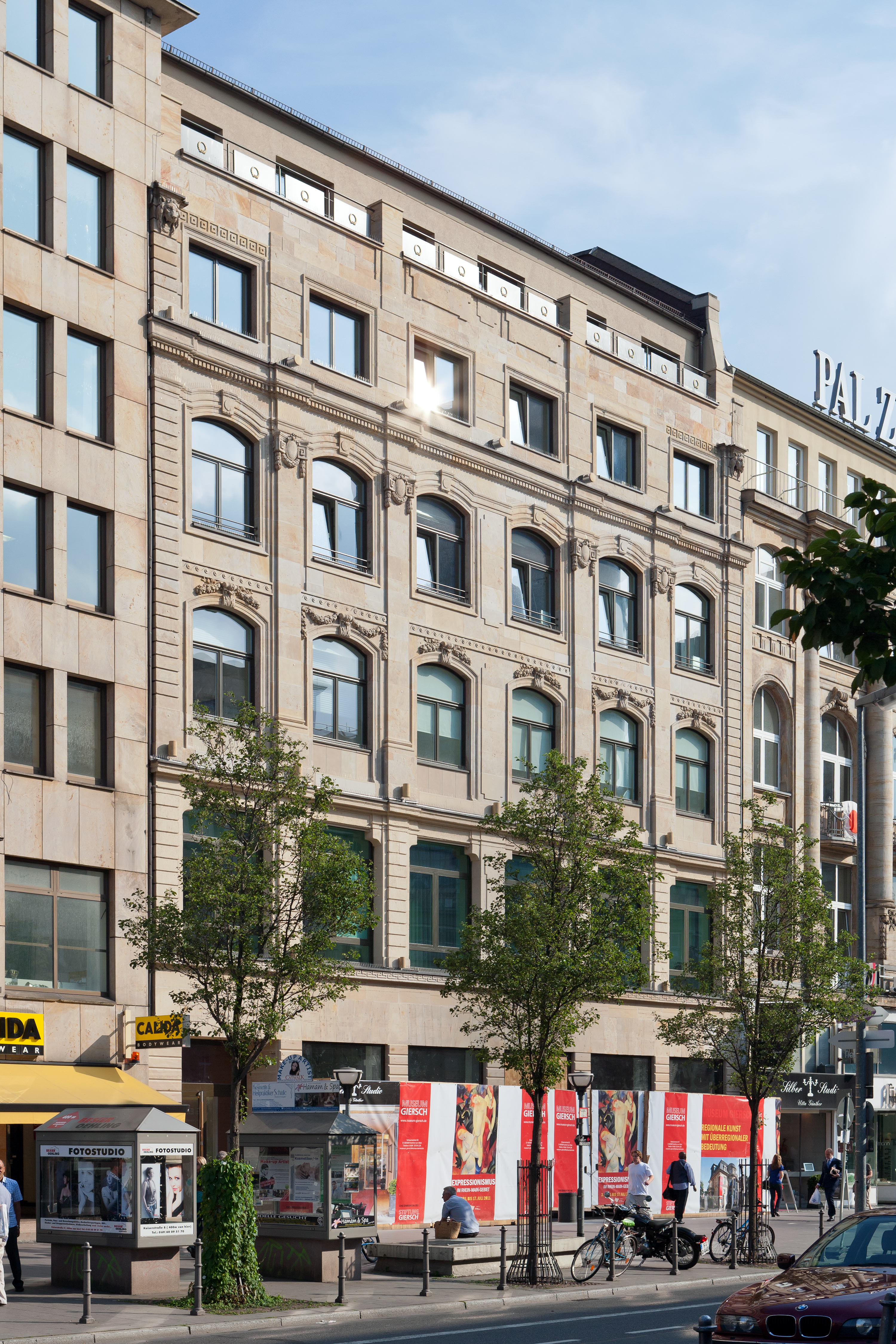
Foto des vormaligen Geschäftshauses Schwarzschild-Ochs, Frankfurt, Roßmarkt 7

Karl Schwarzschild wurde 1873 in Frankfurt als ältestes von sieben Kindern einer wohlhabenden jüdischen Familie geboren. Die Familie Schwarzschild-Ochs war eine alteingesessene Händlerdynastie der Textilbranche, Zweig einer alten niederrheinischen, 1499 in Frankfurt eingewanderten jüdischen Familie mit einem Geschäft in herausragender Lage am Roßmarkt 13 (vormals Roßmarkt 7) und in der Leipziger Straße. Seine Eltern waren Henrietta Ottilie Sabel (1852–1922) und Moses Martin Schwarzschild (1837–1916). Seine fünf jüngeren Brüder hießen Alfred (1874–1948), Paul Salomon (1876–1885), Otto Peretz (1878–1944), Hermann Eugen (1880–?) und Robert (1882–1940), seine einzige Schwester Clara Auguste (1887–1946). Alfred Schwarzschild wurde Kunstmaler. Karl wuchs in einem kultivierten großbürgerlichen Umfeld auf, in dem vielseitige Interessen (unter anderem Musik und Kunst) gepflegt wurden. In Frankfurt besuchte er die jüdische Elementarschule und danach das Städtische Gymnasium, wo frühzeitig sein Interesse an der Astronomie geweckt wurde. Bereits als 16-jähriger Schüler veröffentlichte er in den Astronomischen Nachrichten zwei Arbeiten zur Bahnbestimmung von Planeten und von Doppelsternen.
Nach dem Abitur, das er als Bester seines Jahrgangs bestand, studierte er ab 1890 an der Universität Straßburg Astronomie bei Ernst Becker. 1892 wechselte er an die Ludwig-Maximilians-Universität München, wo er 1896 unter Hugo von Seeliger zum Thema Die Entstehung von Gleichgewichtsfiguren in rotierenden Flüssigkeiten promovierte.

### Tätigkeit in Wien und München

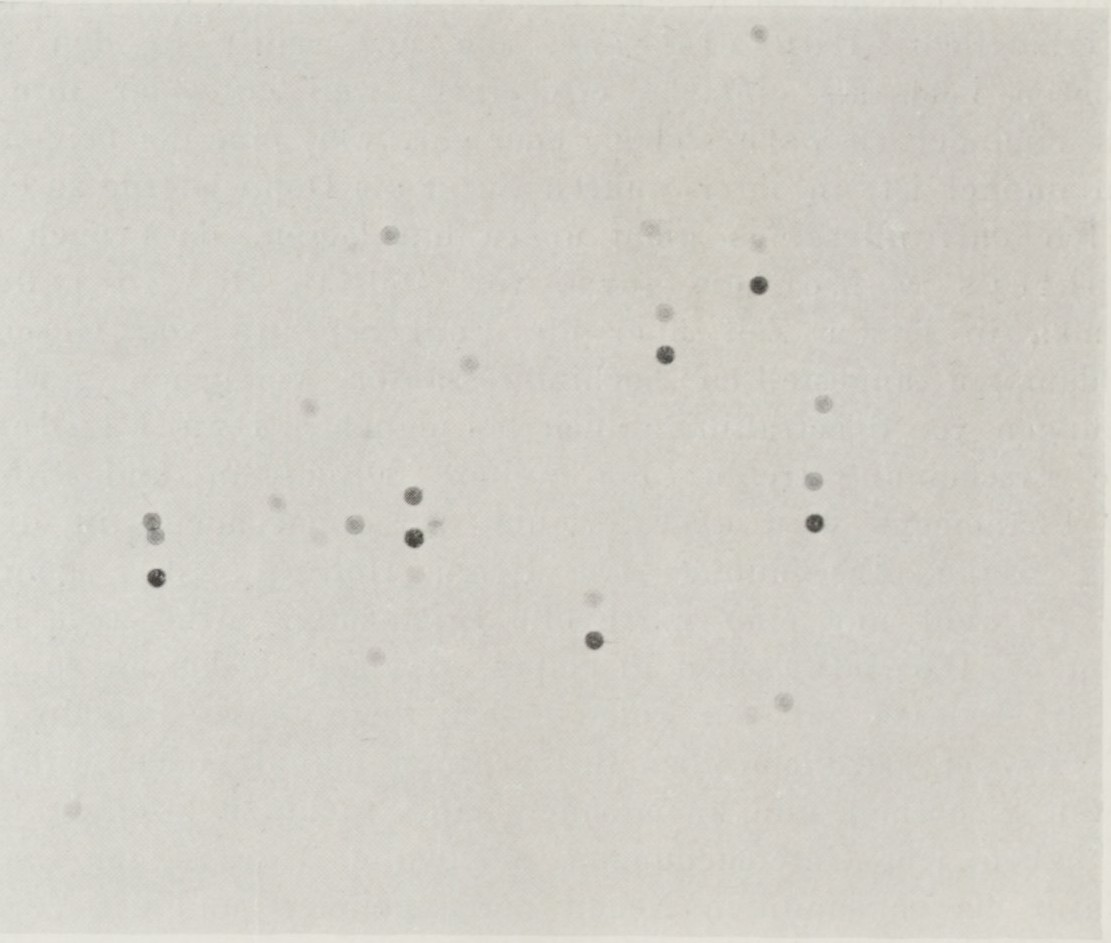
Die Plejaden (extrafokale Aufnahme von Karl Schwarzschild, angefertigt um 1900 an der Kuffner-Sternwarte)

Ab 1896 arbeitete er zwei Jahre als Assistent an der Kuffner-Sternwarte in Wien. Dort beschäftigte er sich mit der Photometrie von Sternhaufen und legte die Grundlagen für eine Formel, die die Beziehung zwischen Intensität des Sternenlichts, Belichtungszeit und Schwärzung der Fotoplatte in der Astrofotografie beschreibt. Ein wichtiges Glied dieser Formel ist der Schwarzschild-Exponent. 1899 kehrte er nach München zurück und habilitierte sich dort mit der Habilitationsschrift Beiträge zur Photographischen Photometrie der Gestirne, in der er eine einfache Formel zur Festlegung von Farbindizes von Sternen vorstellte, die in den 1950er Jahren im UBV-System (für ultraviolett, blau, visuell) standardisiert wurde.

### Tätigkeit in Göttingen und Potsdam
Von 1901 bis 1909 war Schwarzschild Professor und Direktor der Sternwarte Göttingen. Dort konnte er mit Persönlichkeiten wie David Hilbert und Hermann Minkowski zusammenarbeiten.
1905 wurde er zum ordentlichen Mitglied der Göttinger Akademie der Wissenschaften gewählt. 1909 wurde er als Nachfolger von Hermann Carl Vogel Direktor des Astrophysikalischen Observatoriums in Potsdam.
Im Februar 1916 wurde er zum ordentlichen Honorarprofessor an der Berliner Universität ernannt.

### Kriegsdienst und Tod

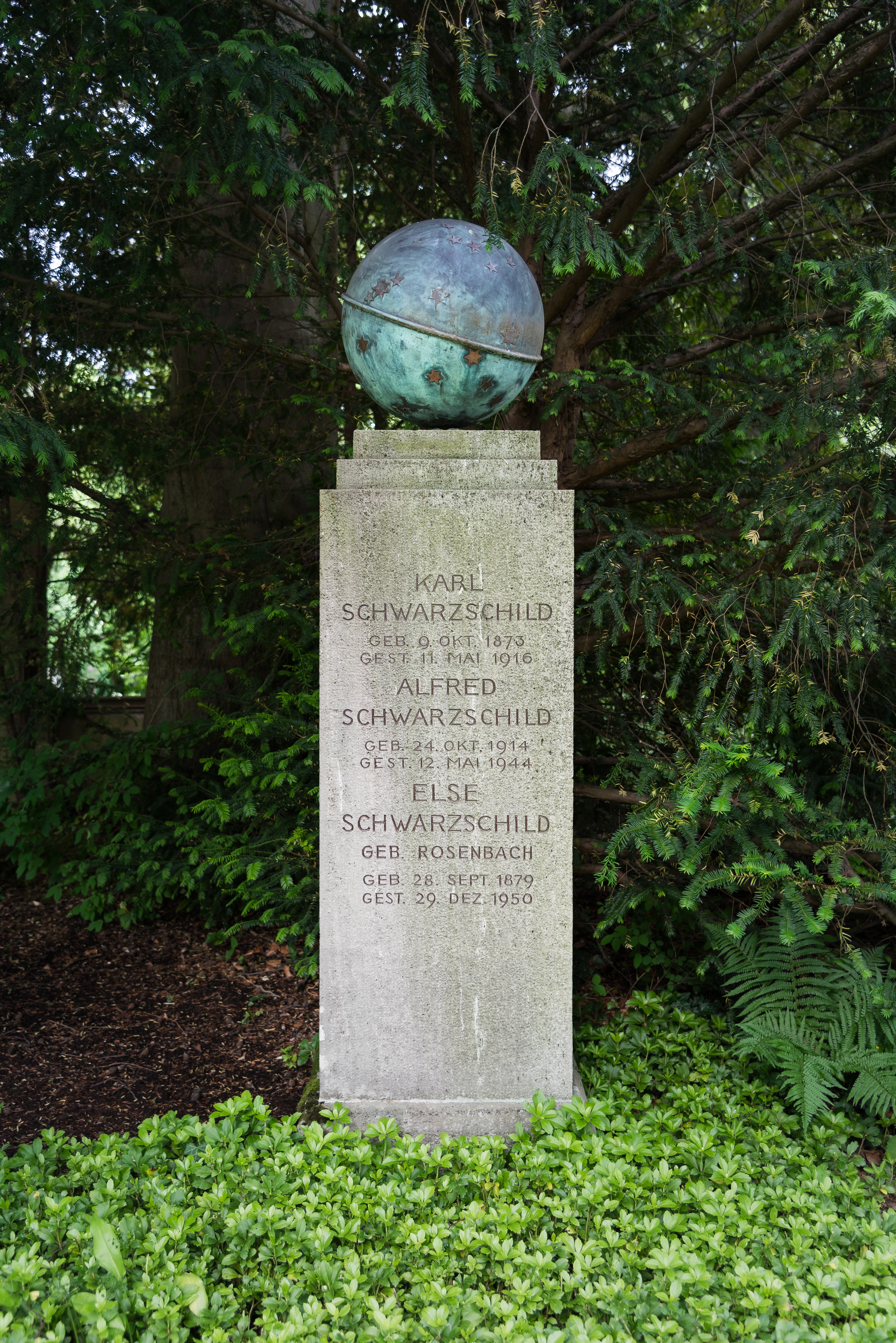
Stadtfriedhof Göttingen: Grab von Karl Schwarzschild und seiner Familie

Schwarzschild meldete sich bei Ausbruch des Ersten Weltkrieges 1914 freiwillig zur Armee. Er diente in der Artillerietruppe an der Ost- und Westfront und hatte dort unter anderem ballistische Berechnungen durchzuführen. Schwarzschild wurde mit dem Eisernen Kreuz ausgezeichnet. Während des Krieges erkrankte er schwer an einer Autoimmunerkrankung der Haut (Pemphigus vulgaris) und kehrte im März 1916 als Invalide von der Front zurück. Er starb zwei Monate später im Alter von nur 42 Jahren.
Sein Grab und das seiner Familie befinden sich auf dem Stadtfriedhof Göttingen (Abteilung 35).
Karl Schwarzschild heiratete 1909 Elisabeth Rosenbach, eine Urenkelin Friedrich Wöhlers. Aus der Ehe gingen drei Kinder hervor: Agathe Thornton geb. Schwarzschild (1910–2006), die 1933 nach Großbritannien emigrierte und 1948 nach Neuseeland ging, wo sie Professorin für Alte Philologie an der Otago-Universität Dunedin wurde, der Astrophysiker Martin Schwarzschild (1912–1997) und Alfred Schwarzschild (1914–1944), der wegen des Holocaust Suizid beging.

## Arbeiten
Während des Kriegsdienstes schrieb Schwarzschild 1915 in Russland eine Abhandlung über die Relativitätstheorie und eine über Quantenphysik.
Seine Arbeit zur Relativität erbrachte die ersten genauen Lösungen der Feldgleichungen der allgemeinen Relativitätstheorie – eine für ungeladene, nicht rotierende kugelförmige symmetrische Körper und eine für statische isotrope leere Räume um feste Körper.
Schwarzschild leistete einige grundlegende Arbeiten über klassische Schwarze Löcher. Einige Eigenschaften Schwarzer Löcher erhielten deshalb seinen Namen, nämlich die Schwarzschild-Metrik, die Schwarzschild-Tangherlini-Metrik und der Schwarzschildradius. Das Zentrum eines nicht rotierenden, ungeladenen Schwarzen Loches wird Schwarzschild-Singularität genannt.
In der Astronomie arbeitete er unter anderem über die fotografische Helligkeitsmessung von Sternen. Im Zuge von Studien zum Strahlungstransport in der Sonnenatmosphäre prägte Schwarzschild den Begriff des Strahlungsgleichgewichts.
Mit Methoden der Stellarstatistik untersuchte er die Verteilung der Sterne in der Milchstraße.
Karl Schwarzschild entdeckte 1899 den Schwarzschild-Effekt. Er verbesserte des Weiteren die Theorie optischer Systeme.
Während seiner Zeit am astrophysikalischen Observatorium in Potsdam beschäftigte er sich auch mit der Erklärung der Emissionsspektren von Atomen. Dabei führte er Methoden der Himmelsmechanik zur Berechnung von Emissionsspektren in das Bohr-Sommerfeldsche Atommodell ein. So ist seine letzte Publikation ein Beitrag zur frühen Quantenmechanik über den Stark-Effekt.

## Überlieferung
Der wissenschaftliche Nachlass von Schwarzschild wird in den Spezialsammlungen der Niedersächsischen Staats- und Universitätsbibliothek Göttingen aufbewahrt.

## Ehrungen

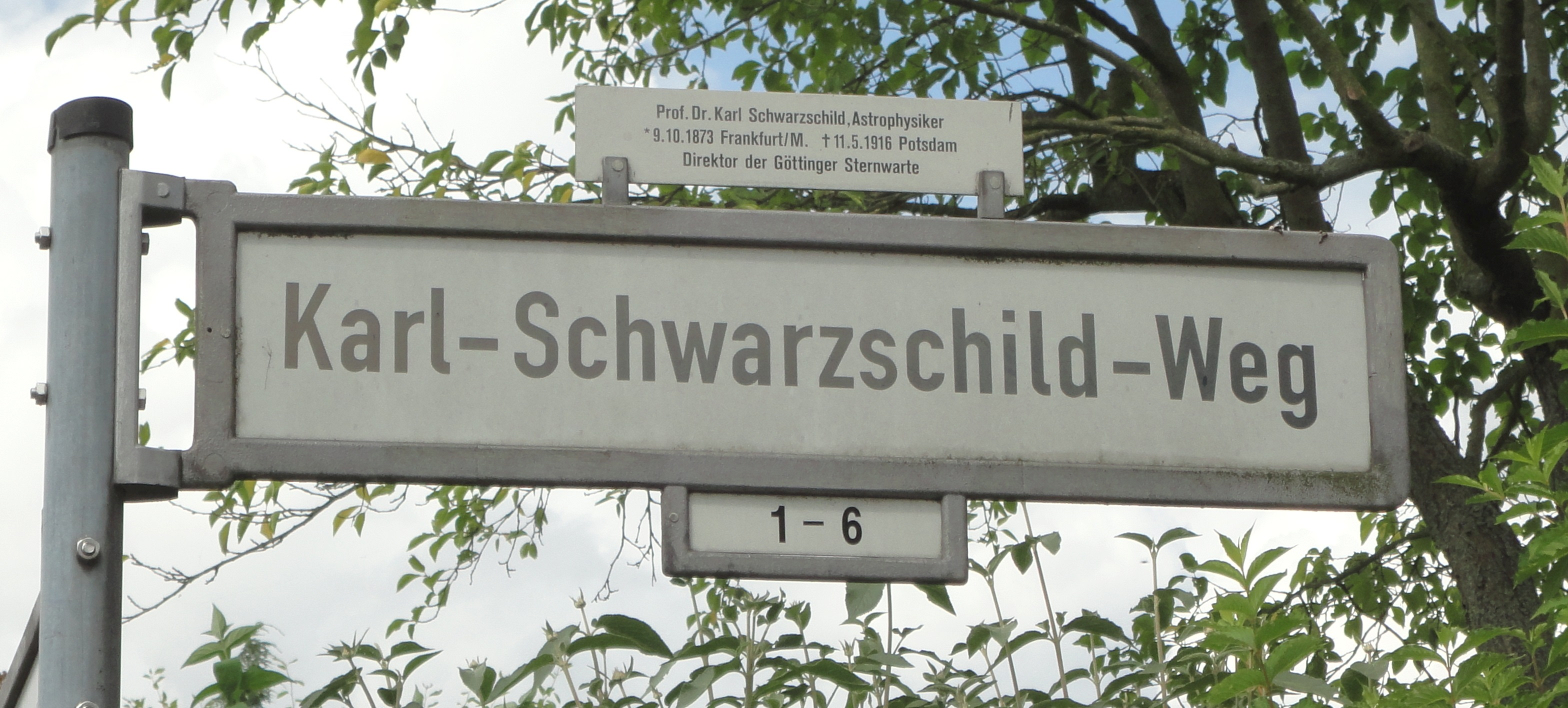
Göttingen-Weende, Karl-Schwarzschild-Weg

Im Jahr 1910 wurde Schwarzschild zum Mitglied der Leopoldina gewählt, 1912 wurde er Mitglied der Preußischen Akademie der Wissenschaften. Er war Ehrenmitglied des Physikalischen Vereins.
Im Jahre 1913 wurde Karl Schwarzschild zum Geheimen Regierungsrat ernannt.
1916 wurde er von Heinrich Gustav Johannes Kayser und Carl Runge für den Nobelpreis für Physik vorgeschlagen.
Die Karl-Schwarzschild-Medaille wird von der Astronomischen Gesellschaft jedes Jahr an Astronomen von hohem wissenschaftlichen Rang vergeben.
In Garching bei München liegen an der dortigen Karl-Schwarzschild-Straße sowohl die Europäische Südsternwarte (ESO) als auch das Max-Planck-Institut für Astrophysik. In Göttingen gibt es einen Karl-Schwarzschild-Weg. Eine Schwarzschildstraße gibt es in Potsdam, Oberkochen und Berlin-Adlershof. In Frankfurt-Bockenheim wurde auf Vorschlag des Physikalischen Vereins 2024 eine Spiel- und Grünfläche nach Karl Schwarzschild benannt; der Platz ist zwischen Ohmstraße und Voltastraße gelegen. Am 28. März 2025 wurde mit einem feierlichen Akt ein Platz in der City West in Frankfurt-Bockenheim nach Karl Schwarzschild benannt.
Seit der Eröffnung am 19. Oktober 1960 trägt die heutige Thüringer Landessternwarte Tautenburg den Namen Karl-Schwarzschild-Observatorium.
Der Mondkrater Schwarzschild und der Asteroid (837) Schwarzschilda wurden nach Karl Schwarzschild benannt.

## Zitate
„Es ist immer angenehm, über strenge Lösungen einfacher Form zu verfügen.“

## Schriften
- Gesammelte Werke, Hrsg. Hans-Heinrich Voigt, Springer, 3 Bände, 1992 (mit Biographie, Kommentaren und Beitrag unter anderem von S. Chandrasekhar)

zu optischen Systemen:
- Untersuchungen zur geometrischen Optik I. Einleitung in die Fehlertheorie optischer Instrumente auf Grund des Eikonalbegriffs, 1906, Abhandlungen der Gesellschaft der Wissenschaften in Göttingen, Band 4, Nummero 1, S. 1–31
- Untersuchungen zur geometrischen Optik II. Theorie der Spiegelteleskope, 1906, Abhandlungen der Gesellschaft der Wissenschaften in Göttingen, Band 4, Nummero 2, S. 1–28
- Untersuchungen zur geometrischen Optik III. Über die astrophotographischen Objektive, 1906, Abhandlungen der Gesellschaft der Wissenschaften in Göttingen, Band 4, Nummero 3, S. 1–54
- Über Differenzformeln zur Durchrechnung optischer Systeme, 1907, Nachrichten von der Gesellschaft der Wissenschaften zu Göttingen, S. 551–570

zur Helligkeitsmessung:
- Aktinometrie der Sterne der B. D. bis zur Größe 7.5 in der Zone 0° bis +20° Deklination. Teil A. Unter Mitwirkung von Br. Meyermann, A. Kohlschütter und O. Birck, 1910, Abhandlungen der Gesellschaft der Wissenschaften in Göttingen, Band 6, Nummero 6, S. 1–117

zur Sonnenatmosphäre:
- Über das Gleichgewicht der Sonnenatmosphäre, 1906, Nachrichten von der Gesellschaft der Wissenschaften zu Göttingen, S. 41–53 (im Web verfügbar in der European Digital Mathematics Library, auf Deutsch).
- Die Beugung und Polarisation des Lichts durch einen Spalt. I., 1902, Mathematische Annalen, Band 55, S. 177–247
- Zur Elektrodynamik. I. Zwei Formen des Princips der Action in der Elektronentheorie, 1903, Nachrichten von der Gesellschaft der Wissenschaften zu Göttingen, S. 126–131
- Zur Elektrodynamik. II. Die elementare elektrodynamische Kraft, 1903, Nachrichten von der Gesellschaft der Wissenschaften zu Göttingen, S. 132–141
- Zur Elektrodynamik. III. Ueber die Bewegung des Elektrons, 1903, Nachrichten von der Gesellschaft der Wissenschaften zu Göttingen, S. 245–278
- Ueber die Eigenbewegungen der Fixsterne, 1907, Nachrichten von der Gesellschaft der Wissenschaften zu Göttingen, S. 614–632
- Ueber die Bestimmung von Vertex und Apex nach der Ellipsoidhypothese aus einer geringeren Anzahl beobachteter Eigenbewegungen, 1908, Nachrichten von der Gesellschaft der Wissenschaften zu Göttingen, S. 191–200
- K. Schwarzschild, E. Kron: Ueber die Helligkeitsverteilung im Schweif des Halley´schen Kometen, 1911, Nachrichten von der Gesellschaft der Wissenschaften zu Göttingen, S. 197–208
- Die naturwissenschaftlichen Ergebnisse und Ziele der neueren Mechanik., 1904, Jahresbericht der Deutschen Mathematiker-Vereinigung, Band 13, S. 145–156
- Über die astronomische Ausbildung der Lehramtskandidaten., 1907, Jahresbericht der Deutschen Mathematiker-Vereinigung, Band 16, S. 519–522

zu den einsteinschen Feldgleichungen
- Über das Gravitationsfeld eines Massenpunktes nach der Einstein’schen Theorie. Reimer, Berlin 1916, S. 189 ff. (Sitzungsberichte der Königlich-Preussischen Akademie der Wissenschaften; 1916)
- Über das Gravitationsfeld einer Kugel aus inkompressibler Flüssigkeit. Reimer, Berlin 1916, S. 424–434 (Sitzungsberichte der Königlich-Preussischen Akademie der Wissenschaften; 1916)